# Saint-Macoux
Saint-Macoux é uma comuna francesa na região administrativa da Nova Aquitânia, no departamento de Vienne. Estende-se por uma área de 10,68 km². Em 2010 a comuna tinha 496 habitantes (densidade: 46,4 hab./km²).